# Jean-François-Auguste le Dentu
Jean-François-Auguste le Dentu (Basse-Terre, 1841 – Parigi, 1926) è stato un chirurgo francese.
Docente di clinica all'Hôtel-Dieu di Parigi, a partire dal 1901 pubblicò il trattato medico in più volumi Traité de chirurgie clinique et opératoire assieme a Pierre Delbet ed altri autori.